# اتاق جنگ (فیلم)
اتاق جنگ (انگلیسی: War Room) فیلمی درام در مورد دین مسیحیت به کارگردانی آلکس کندریک است که در سال ۲۰۱۵ منتشر شد. کارگردان این فیلم آلکس کندریک می‌باشد. این فیلم در لیست فیلم‌های پرفروش آمریکا در سال ۲۰۱۵ قرار دارد.